# USS Ford (FFG-54)
Pour les autres navires du même nom, voir USS Ford.
Le USS Ford (FFG-54) est une frégate de classe Oliver Hazard Perry de la United States Navy. Elle est nommée d'après Patrick O. Ford, marin américain de la guerre du Viêt Nam qui fut récompensé de la Navy Cross à titre posthume pour son héroïsme à bord d'un patrouilleur. La devise du navire est Tenacious (Tenace).

## Histoire du service
Sa quille fut posée le 11 juillet 1983 à San Pedro (Los Angeles). Il fut lancé le 23 juin 1984, commissionné le 29 juin 1985 et retiré du service le 31 octobre 2013.
Il fut déployé lors de l’opération Earnest Will durant la guerre Iran-Irak et dans le Pacifique lors de la troisième crise du détroit de Taïwan en 1996.

## Récompenses[1]
| | Combat Action Ribbon                                                           |
| | Joint Meritorious Unit Award                                                   |
| Bronze star | Navy Unit Commendation avec une service star en bronze                         |
| Bronze star | Navy Meritorious Unit Commendation avec une service star en bronze             |
| | Navy E Ribbon (4 citations)                                                    |
| Bronze star · Width=44 scarlet ribbon with a central width-4 golden yellow stripe, flanked by pairs of width-1 scarlet, white, Old Glory blue, and white stripes | National Defense Service Medal avec une service star en bronze                 |
| Silver star | Armed Forces Expeditionary Medal avec une service star en argent               |
| Bronze star · Width-44 ribbon with the following stripes, arranged symmetrically from the edges to the center: width-2 black, width-4 chamois, width-2 Old Glory blue, width-2 white, width-2 Old Glory red, width-6 chamouis, width-3 myrtle green up to a central width-2 black stripe | Southwest Asia Service Medal avec une service star en bronze                   |
| | Global War on Terrorism Service Medal                                          |
| | Humanitarian Service Medal                                                     |
| Silver star · Bronze star | Sea Service Deployment Ribbon avec une service star en argent et une en bronze |
| Bronze star | Special Operations Service Ribbon avec une service star en bronze              |
| | Kuwait Liberation Medal (Arabie Saoudite)                                      |
| | Kuwait Liberation Medal (Koweït)                                               |